# Bereda
Bereda (conosciuta anche come Bareda, in lingua somala Bereeda o Bareeda), è una città della Somalia situata sull'Oceano Indiano nella regione di Bari.
Durante l'epoca coloniale italiana fu sede di delegazione di spiaggia del Regio Corpo delle capitanerie di porto.